# Erebus Bay
Die Erebus Bay ist eine 21 km breite Bucht auf der Westseite der antarktischen Ross-Insel. Sie liegt zwischen Kap Evans und der Hut-Point-Halbinsel.
Erste Erkundungen der Bucht nahmen Teilnehmer der Discovery-Expedition (1901–1904) unter der Leitung des britischen Polarforschers Robert Falcon Scott vor. Die Benennung erfolgte dann bei Scotts zweiter Antarktisreise, der Terra-Nova-Expedition (1910–1913), deren Basislager am Kap Evans lag. Namensgebend ist der Mount Erebus, der die Bucht überragt. Dessen Namensgeber wiederum ist die Erebus, eines der beiden Schiffe bei der Antarktisexpedition (1839–1843) des britischen Polarforschers James Clark Ross.